# 高鍋信用金庫
高鍋信用金庫（たかなべしんようきんこ）は、宮崎県児湯郡高鍋町に本店のある宮崎県随一の規模を誇る信用金庫である。略称は「たかしん」。県央から県北まで幅広い地域に店舗を持っていたが、2005年10月に西諸信用金庫と対等合併（実質的には西諸を吸収）し、店舗網は全県に広がった。

## 沿革
- 1922年4月　高鍋信用組合として設立
- 1952年5月　高鍋信用金庫に改組
- 2005年10月　西諸信用金庫と合併
- 2007年6月　預金着服事件など不祥事が多発し、法令遵守態勢と経営・内部管理態勢に不備があり、九州財務局から業務改善命令を受ける